# Austin Berry (Amerikaans voetballer)
Greggory Austin Berry (Cincinnati, 6 oktober 1988) is een Amerikaans voetballer die Chicago Fire in 2014 verruilde voor Philadelphia Union. In 2015 werd hij verhuurd aan FC Anyang.

## Clubcarrière
Berry werd in de eerste ronde van de MLS SuperDraft 2012 als negende gekozen door Chicago Fire. Hij maakte op 5 mei 2012 tegen Chivas USA zijn MLS debuut. In die wedstrijd veroorzaakte hij een strafschop die benut werd door Chivas. Enkele minuten later maakte hij zijn eerste professionele doelpunt. Aan het einde van het seizoen in 2012 werd Berry tot 'Rookie of the Year' benoemd. Op 25 februari 2014 werd hij naar Philadelphia Union gestuurd. Daar maakte hij op 9 maart 2014 tegen Portland Timbers zijn debuut.
Nadat hij in 2014 slechts zes competitiewedstrijden achter zijn naam schreef bij Philadelphia werd hij op 2 maart 2015 verhuurd aan FC Anyang, ten tijde uitkomend op het tweede Zuid–Koreaanse niveau.